# Yani Pecanins
Yani Pecanins (1957–2019) fue una artista mexicana mejor conocida por establecer el proyecto editorial Cocina Ediciones, sus libros de artista y piezas en técnicas mixtas. 
Pecanins nació en la Ciudad de México en 1957. Estudió arte en Barcelona, España; específicamente linotipia y encuadernación. En 1977 estableció Cocina Ediciones, una editorial que publicaba libros de artista, revistas y portafolios hechos a mano. El grupo usaba prensas de imprenta, así como mimeógrafos, fotocopiadoras y sellos de goma. En 1993 cofundó la librería El Archivero junto a Gabriel Macotela y Armando Sáenz Carrillo.
Pecanins falleció en 2019 a los 62 años en la Ciudad de México.
Su trabajo está en el National Museum of Women in the Arts y el Walker Art Center. Una exposición en línea se incluye en el Museo de Mujeres Artistas 

## Referencia
1. 1 2  «Yani Pecanins | Artist Profile». National Museum of Women in the Arts. Archivado desde el original el 8 July 2024. Consultado el 13 March 2024.
2. ↑  «Guía a los libros de artista de Yani Pecanins». Online Archive of California. Archivado desde el original el 13 de marzo de 2024. Consultado el 13 March 2024.